# Seftigen
Seftigen – gmina (niem. Einwohnergemeinde) w Szwajcarii, w kantonie Berno, w regionie administracyjnym Oberland, w okręgu Thun.

## Demografia
W Seftigen mieszka 2 147 osób. W 2020 roku 7,7% populacji gminy stanowiły osoby urodzone poza Szwajcarią.

## Współpraca
Miejscowość partnerska:
- Kovářov, Czechy

## Transport
Przez teren gminy przebiega droga główna nr 221.